# 太陽MEGURU
太陽MEGURU（たいようめぐる）は、広島県東広島市出身の歩く表現者。顔と身体を同時に動かすオリジナルのエクササイズ、“顔面ウォーク”でTV・雑誌に出演。所属事務所は「hiMe story」。

## 来歴・人物

### 幼少期
3人妹弟の長女として広島県広島市で生まれる。人見知りで内弁慶だったが、ピンクレディーが好きで振りの真似して踊っていた。かけっこは常に一番だった。

### 小・中・高等学校
小学校低学年までは背も低かった。小学4年生の時に10cm以上伸びて小学校を卒業するころには163cm。中学時代はバレー部でアッタカー、陸上大会に駆り出され短距離やリレー・走り高跳びを行う。高校時代、バスケ部のマネージャーとして入部したがプレーする側になったため辞める。声がかかっていた陸上部で短距離・投てき種目に出場する。

### 専門学校～社会人
エアロビクスのインストラクターになるため、広島YMCA健康福祉専門学校社会体育科入学。在学中、Jリーグが発足しサンフレッチェ広島のオープニングセレモニーでのチアガールをきっかけに、数年間試合でチアガールを経験する他ダンスステージに立つ。卒業後、株式会社サンクス入社、スポーツワールドアルビナ勤務。在職中にエアロビクスインストラクターの資格を取り、エアロビクスレッスン・ジムトレーナー・アクアビクス・キッズプログラムに携わる。
フリーインストラクターとして活動を始めてからは、東広島YMCAスポーツクラブ「WAVE」 などのスポーツクラブ・専門学校非常勤講師・小学校授業・老人ホーム・障害者施設・市町村でエクササイズを伝える。この頃、椎間板ヘルニアや膝を痛め、自身のエクササイズの方向性や在り方を考えるようになる。
何歳になっても続けることが出来るもの。いつでも、どこでも、誰でも気軽に出来るエクササイズに意識が向き、カイロプラクティック（骨格矯正）やフットセラピー（足反射区・経絡）を学ぶ。そして美しい歩き方、ウォーキングと出会う。2003年4月、雑誌の1ページがきっかけとなり、Duk's walkに入門・弟子入り。ウォーキングスタイリストとして、デュークズウォーク（デューク更家流ウォーキングエクササイズ）の指導を 始める。東広島市・三原市・山口県・岡山県で講師として活動。またショーや記念イベントにも出演。モナコにも行ったことがある。
2006年よりこれまでの経験から独自のウォーキングレッスンを始め、2018年10月1日、地元の東広島に「太陽MEGURUウォーキングスタジオ」をオープン。
2019年「Mrs.Ms. Earth Japan 2019東日本大会」にてベストウォーキング賞、グランドファイナル日本大会にてトップ10受賞。
2021年11月「MRS.ASIA USA （米国カリフォルニア州）」において、『MRS.ASIA GLAMOUR』を受賞。

### 芸能事務所所属
2010年3月hiMe story所属。ウォーキングスペシャリストとして活動を始める。ヒメストーリーオリジナルのエクササイズ「顔面ウォーク＆ダンチュー」を2年かけて作り上げ、2012年「顔面ウォーク＆ダンチュー」DVD全国発売。2014年「小顔＆細ボディーが同時に手に入る太陽ウォーク」(DVD付きムック本) が学研パブリッシングより発売。変顔しながら綺麗に歩くエクササイズでメディアを中心に注目される。

### 顔面ウォーク
変顔をしながら綺麗に歩くエクササイズ。顔と身体を同時に動かすことで効率よく小顔、シェイプアップ、腰痛予防改善や姿勢矯正などに繋がる。血流やリンパの流れを良くしてデトックス効果もある。また変顔することで、楽しみながらシェイプアップ出来る。ストレス解消、細胞の活性化、代謝・免疫力・抵抗力アップにも繋がる。ホルモンバランスが整いアンチエイジングの効果も期待できる。一度に顔と身体を動かす事は脳の刺激にもなる。

## メディア

### テレビ番組
- イブニング・ふぉー(中国放送、2010年10月)
- イブニングDonDon(山陽放送、2011年2月)
- ぽじポジたまご(KBS京都、2011年7月)
- おはようコールABC(朝日放送、2012年7月)
- ひろしま満点ママ!!(テレビ新広島、2012年8月)
- モモコのOH！ソレ！み～よ！(関西テレビ、2013年1月)
- サウンドウィッチマンクイズ・ザ・プライス・ショー(チバテレビ、2013年3月)
- 中居正広の金曜日のスマたちへ(TBS、2013年3月)[2]
- ヒルナンデス!(日本テレビ、2013年4月)[2]
- イマなま3チャンネル(中国放送、2013年9月)
- AKB子兎道場(テレビ東京、2014年1月)[2]
- 人生が変わる1分間の深イイ話“なぜ人はそこまでして若返りたいのかSP”(日本テレビ、2014年3月)[2]
- ウラマヨ！(関西テレビ、2014年4月)
- おはよう朝日です(朝日放送、2014年5月)
- 「す・またん！ZIP！」(よみうりテレビ、2016年10月)
- 街頭TV 出没!ひな壇団“2017年流行大予想スペシャル”(中国放送、2017年1月)

### 雑誌
- サンキュ！2月号(2010年12月、ベネッセコーポレーション)
- FYTTE 3月号(2013年1月、学研パブリッシング)
- 週刊女性 5月7日号　(2013年4月、主婦と生活社)
- TVガイド 5月10日号(2013年5月、東京ニュース通信社)
- おはよう奥さん 7月号(2013年6月、学研パブリッシング)
- Popteen 9月号(2013年8月、角川春樹事務所)
- 週刊女性　3月11日号(2014年2月、主婦と生活社)

## 出版物
- 顔面ウォーク＆ダンチュー(DVD) (2012年 hiMest Music Records)
- 小顔＆細ボディーが同時に手に入る太陽ウォーク(DVD付きムック本) (2014年 学研パブリッシング)

## 資格
- AFAAフレクサボール
- 日本ピラティスアカデミーⓇ ストレッチーズ
- a2PKキッドビクス・インストラクター
- a2PK腰痛インストラクター
- S.A.F.Sウェーブアクア／ステップアクア
- 日本Expert協会 小顔スペシャルインストラクター
- 日本ダイエット健康協会 生活アドバイザー・プロフェッショナルアドバイザー
- 日本脊髄矯正学会 脊髄強制師
- ヘルシーライフ協会 足操術指導師／一般フットセラピスト
- 日本フットセラピスト協会 エアロフットセラピーインストラクター
- 日本リラクゼーション業協会 肩もみニスト
- 日本化粧品検定協会 日本化粧品検定3級
- トゥルーカラーズTCカラーセラピスト